# Condado de Drawsko
Nota linguística: Não confundir hrabstwo (condado) com powiat (divisão administrativa)..
Condado de Drawsko (polaco: powiat drawski) é um powiat (condado) da Polónia, na voivodia de Zachodniopomorskie. A sede do condado é a cidade de Drawsko Pomorskie. Estende-se por uma área de 1764,21 km², com 58 424 habitantes, segundo os censos de 2005, com uma densidade 33,12 hab/km².

## Divisões admistrativas
O condado possui:
Comunas urbana-rurais: Czaplinek, Drawsko Pomorskie, Kalisz Pomorski, Złocieniec
Comunas rurais: Ostrowice, Wierzchowo
Cidades: Czaplinek, Drawsko Pomorskie, Kalisz Pomorski, Złocieniec

## Demografia
População (dados de 30 de Junho de 2005):
|          | Total   | Total | Mulheres | Mulheres | Homens  | Homens |
| -------- | ------- | ----- | -------- | -------- | ------- | ------ |
|          | pessoas | %     | pessoas  | %        | pessoas | %      |
| Total    | 58 424  | 100   | 29 747   | 50,9     | 28 677  | 49,1   |
| Cidades  | 35 939  | 100   | 18 745   | 52,2     | 17 194  | 47,8   |
| Povoados | 22 485  | 100   | 11 002   | 48,9     | 11 483  | 51,1   |